# Кампања Принцип шест
Кампања Принцип шест, такође названа П6, је кампања започета у јануару 2014. након Зимских олимпијских игара одржаних у Сочију како би се осудили руски антихомосексуални закони.
Принцип 6 односи се на шести принципа Олимпијске повеље који кажу да је „било који облик дискриминације земље или особе на основу расе, вере, политике, пола или било ког другог разлога неспојив са чланством у Олимпијском покрету.
Кампању су осмислиле организације Athlete Ally и All Out, укључене у борбу против хомофобије и трансфобије у спорту. Кампању су започели након изјава неколико спортиста, декларисаних као хомосексуалци, који су изразили страх од путовања у Сочи због руских закона. Њима су се придружиле организације за одбрану ЛГБТ права широм света. У Русији су протести одржани у Москви и Санкт Петербургу током којих је19 учесника приведено.
Кампањи су се придружили уметници као што су Ријана, Марк Руфало и Закари Квинто који су се појавили на друштвеним мрежама показујући симболе П6. Поред њих кампању је подржало и 50 олимпијских шампиона и истакнутих спортиста попут Мартине Навратилове.

## Референцe
1. ↑  „Olympic Charter” (PDF) (на језику: inglés). International Olympic Commitee. Приступљено 18. 7. 2015.
2. ↑  Elliott, Stuart (2013-12-02). „Merchandise Uses Olympics Principles Against Russian Anti-Gay Laws”. The New York Times (на језику: енглески). ISSN 0362-4331. Приступљено 2022-09-19.
3. ↑  „Russian anti-gay gang violence seen for the first time on camera”. the Guardian (на језику: енглески). 2014-02-01. Приступљено 2022-09-19.
4. ↑  „Más de 19 detenidos en protestas contra Sochi 2014”. El Mundo. 10. 2. 2014. Приступљено 18. 7. 2015.
5. ↑  „Athletes hit back over Olympics gay rights”. SBS News (на језику: енглески). Приступљено 2022-09-19.